# Stade des Costières
O Stade des Costières é um estádio localizado em Nîmes na França é o principal espaço esportivo da cidade e desde 1989 o estádio é utilizado pelo Nîmes que disputa
a Ligue 2, regularmente.